# クウェート投資庁
クウェート投資庁（クウェートとうしちょう、英語: Kuwait Investment Authority, "KIA"）は、クウェートの投資ファンドである。

## 概要
石油発見後の政府の余剰資金を運用する事を目的として設立された。
今日、KIAは総合貯蓄ファンドとクウェート未来ファンドや他の財政大臣によって託される資金を運用する。
石油収入の10％がクウェート未来ファンドとして運用資金に加えられる。
会計年度2004/2005 現在における、クウェート未来ファンドの運用資産は896.24 百万クウェート・ディナール($3,069.21 百万米ドル、1 KWD = 3.42454 米ドル)である。
KIA の役員会は財務省、エネルギー大臣、中央銀行総裁、財務次官および5人の専門家で構成され、その中で3人はどの官庁にも所属しない。
KIAの運用資産は$2000億ドルで世界で最も大きいソブリン・ウエルス・ファンドのひとつである。
主な投資先:
- ファイナンス ハウス - a 24,1 % stake acquired
- アラブ インシュランス - a 12,5 % stake acquired
- ダイムラー - a 6,9 % stake acquired
- シティグループ - a 6,0 % stake acquired